# 程戡
程戡（990年—1066年），字胜之，宋朝许州阳翟县（今河南省禹州市）人。宋仁宗时参知政事。
宋真宗天禧年间，程戡举进士甲科，补泾州观察推官。历任通判许州、通判虔州、知归州、三司度支判官。宋仁宗宝元初年，担任起居舍人、知谏院，转任兵部员外郎兼侍御史知杂事、三司户部副使。以天章阁待制出为陕西都转运使。曾辨析冤狱，减免陕西乡兵劳役。之后知渭州，进枢密直学士、知成都府。后因保荐有失，夺职，改知凤翔府、河中府，担任给事中。后知永兴军。皇祐末年，传闻蜀中将乱，仁宗再命程戡知成都府。至和元年（1054年）召拜参知政事，严禁蜀人妖言诬民。嘉祐元年（1056年），避宰相文彦博之亲，改任枢密副使。嘉祐五年（1060年），与枢密使宋庠不合，被降职，以宣徽南院使、鄜延路经略安抚使、判延州。因为交结宦官，多次被弹劾。宋英宗即位，加安武军节度使，留再任。治平三年（1066年）召回东京开封府，在途中去世，赠太尉，谥号康穆。

## 延伸阅读
[在维基数据编辑]
 《宋史·卷292》，出自脱脱《宋史》